# Monopeltis rhodesiana
Espèce
Synonymes
- Monopeltis capensis rhodesiana
Broadley, Gans & Visser, 1976

Monopeltis rhodesiana est une espèce d'amphisbènes de la famille des Amphisbaenidae.

## Répartition
Cette espèce se rencontre au nord-ouest du Zimbabwe, dans le sud de la Zambie, dans le centre du Mozambique et dans le sud du Malawi.

## Publication originale
- Broadley, Gans & Visser, 1976 : Studies on Amphisbaenians. (6). The Genera Monopeltis and Dalophia in Southern Africa. Bulletin of the American Museum of Natural History, vol. 157, n. 5, p. 311-486 (texte intégral).